# Будза, Сергей Владимирович
Сергей Владимирович Будза (род. 6 декабря 1984 года в Субботовке) — украинский легкоатлет, специализирующийся на спортивной ходьбе.

## Биография
Родился 6 декабря 1984 года в селе Субботовка, Могилёв-Подольский район, Винницкая область. В 2008 году Будза дебютировал на Олимпийских играх в Пекине и занял 24-е место. На следующей Олимпиаде в Лондоне его результат ухудшился, он стал 34-м. В 2014 году он выиграл чемпионат Украины в ходьбе на 50 км, а также завоевал серебро Кубка мира в команде. В следующем году на Кубке Европы он завоевал бронзовую медаль.
В 2016 году он, несмотря на не очень хорошее самочувствие, занял 18-е место на дистанции 50 км и выиграл командное серебро на чемпионате мира в Риме по спортивной ходьбе, благодаря чему завоевал лицензию на свою третью Олимпиаду. На Олимпийских играх в Рио-де-Жанейро Будза стал лучшим среди украинских спортивных ходоков, показав лучший результат сезона (3:53.22) и заняв 18-е место.
В 2019 году стал бронзовым призёром VII Всемирных игр среди военнослужащих с результатом 4:26:03 на дистанции 50 км (Ухань).